# Sara Cavretti
Sara Cavretti, född 9 april 1990, är en volleyboll- och beachvolleyspelare. 
Cavretti spelade först inomhusvolleyboll, där hennes moderklubb är Hallsbergs VBK. Hon har även ägnat sig år friidrott. Hon spelade med Örebro Volley på elitnivå.
Hon gick 2017 över till att spela beachvolley. Tillsammans med Sofia Wahlén  blev de 2019 första svenska par att nå final vid en delturnering av FIVB Beach Volleyball World Tour
Vid SM har hon som bäst nått final, vilket hon gjorde 2020 tillsammans med Hanna Hellvig. Som del av Sveriges damlandslag i beachvolleyboll deltog hon i kvalet till OS 2020, men lyckades inte kvalificera sig. På Swedish Beach Tour har hon vunnit deltävlingar 2020, 2022 och 2023 med olika partners.